# Нариманова
Нариманова — деревня в Тюменском районе Тюменской области России. Административный центр и единственный населённый пункт Наримановского муниципального образования.

## География
Деревня находится на юго-западе Тюменской области, в пределах юго-западной части Западно-Сибирской низменности, на расстоянии примерно 52 километрах к северо-западу от города Тюмени, административного центра области и района. Абсолютная высота — 113 метров над уровнем моря.

### Климат
Климат резко континентальный, с холодной продолжительной зимой и тёплым относительно коротким летом. Среднегодовая температура — 0,7 °C. Средняя температура воздуха самого холодного месяца (января) — −17,2 °C (абсолютный минимум — −46 °C); самого тёплого месяца (июля) — 17,8 °C (абсолютный максимум — 39 °С). Безморозный период длится 121 день. Среднегодовое количество атмосферных осадков составляет 470 мм, из которых 365 мм выпадает в тёплый период. Продолжительность залегания снежного покрова составляет в среднем 151 день.

### Часовой пояс
Деревня Нариманова, как и вся Тюменская область, находится в часовой зоне МСК+2. Смещение применяемого времени относительно UTC составляет +5:00.

## Население
| 2010  | 2012  | 2013  | 2014  | 2015  | 2016  | 2017  |
| ----- | ----- | ----- | ----- | ----- | ----- | ----- |
| 1120  | ↘1098 | ↗1147 | ↘1145 | ↗1225 | ↗1226 | ↘1139 |
| 2018  | 2019  | 2020  | 2021  |       |       |       |
| ↘1108 | ↗1135 | ↗1144 | →1144 |       |       |       |

## Инфраструктура
В деревне 38 улиц.